# Жюсе
Жюсе́ (фр. Jussey) — коммуна во Франции, находится в регионе Франш-Конте. Департамент — Верхняя Сона. Административный центр кантона Жюсе. Округ коммуны — Везуль.
Код INSEE коммуны — 70292.

## География
Коммуна расположена приблизительно в 290 км к юго-востоку от Парижа, в 70 км севернее Безансона, в 30 км к северо-западу от Везуля.
По территории коммуны протекает река Аманс.

## Население
Население коммуны на 2010 год составляло 1766 человек.
| 1962 | 1968 | 1975 | 1982 | 1990 | 1999 | 2010 |
| ---- | ---- | ---- | ---- | ---- | ---- | ---- |
| 2235 | 2315 | 2282 | 2114 | 1871 | 1837 | 1766 |

## Экономика
В 2010 году среди 993 человек трудоспособного возраста (15—64 лет) 690 были экономически активными, 303 — неактивными (показатель активности — 69,5 %, в 1999 году было 68,2 %). Из 690 активных жителей работали 577 человек (313 мужчин и 264 женщины), безработных было 113 (47 мужчин и 66 женщин). Среди 303 неактивных 61 человек были учениками или студентами, 114 — пенсионерами, 128 были неактивными по другим причинам.

## Достопримечательности
- Церковь Св. Петра[фр.] (XVI век). Исторический памятник с 1976 года[3]
- Дом Кордьен (1717 год). Исторический памятник с 1997 года[4]
- Гробница семьи Жерар, расположенная на кладбище (XIX век). Исторический памятник с 2008 года[5]

## Фотогалерея

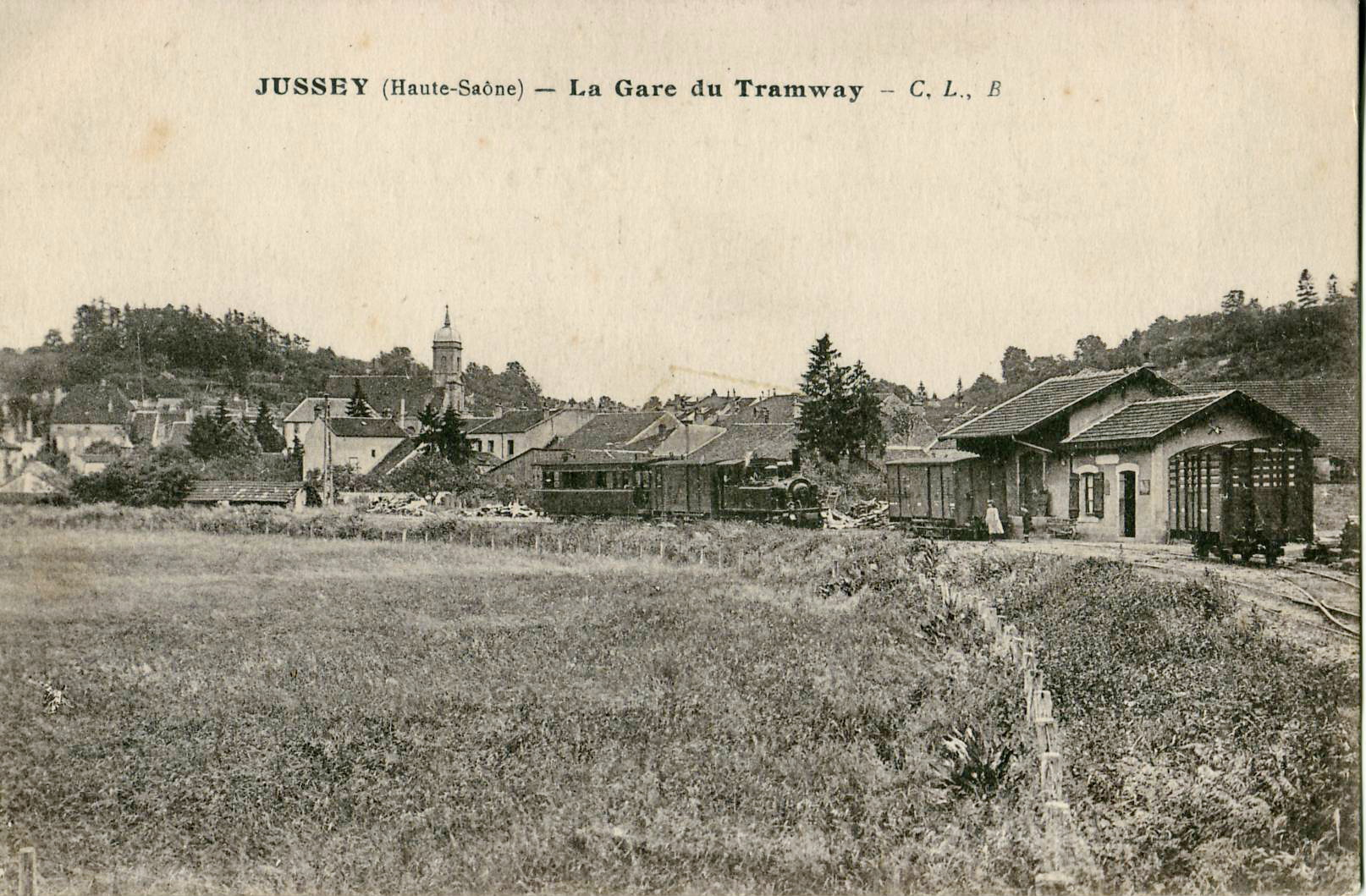
Жюсе (1916 год)
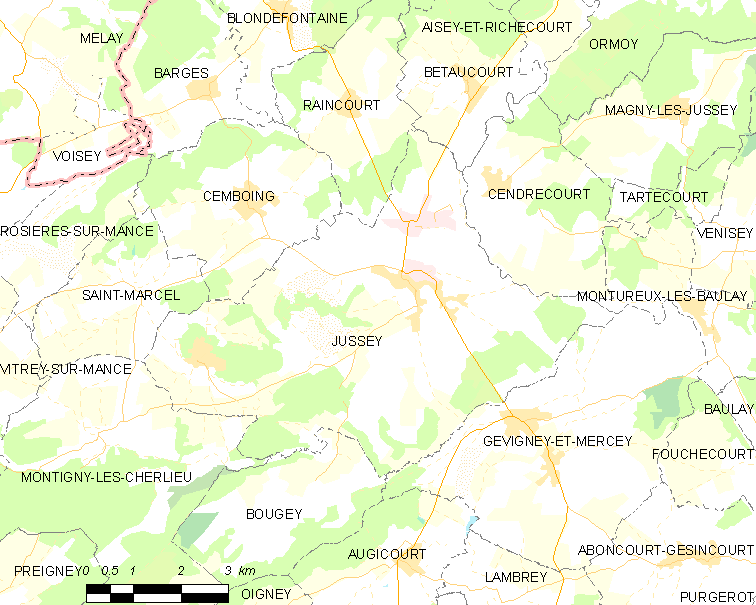
Карта коммуны